# Museu de la Rajoleria de Paiporta

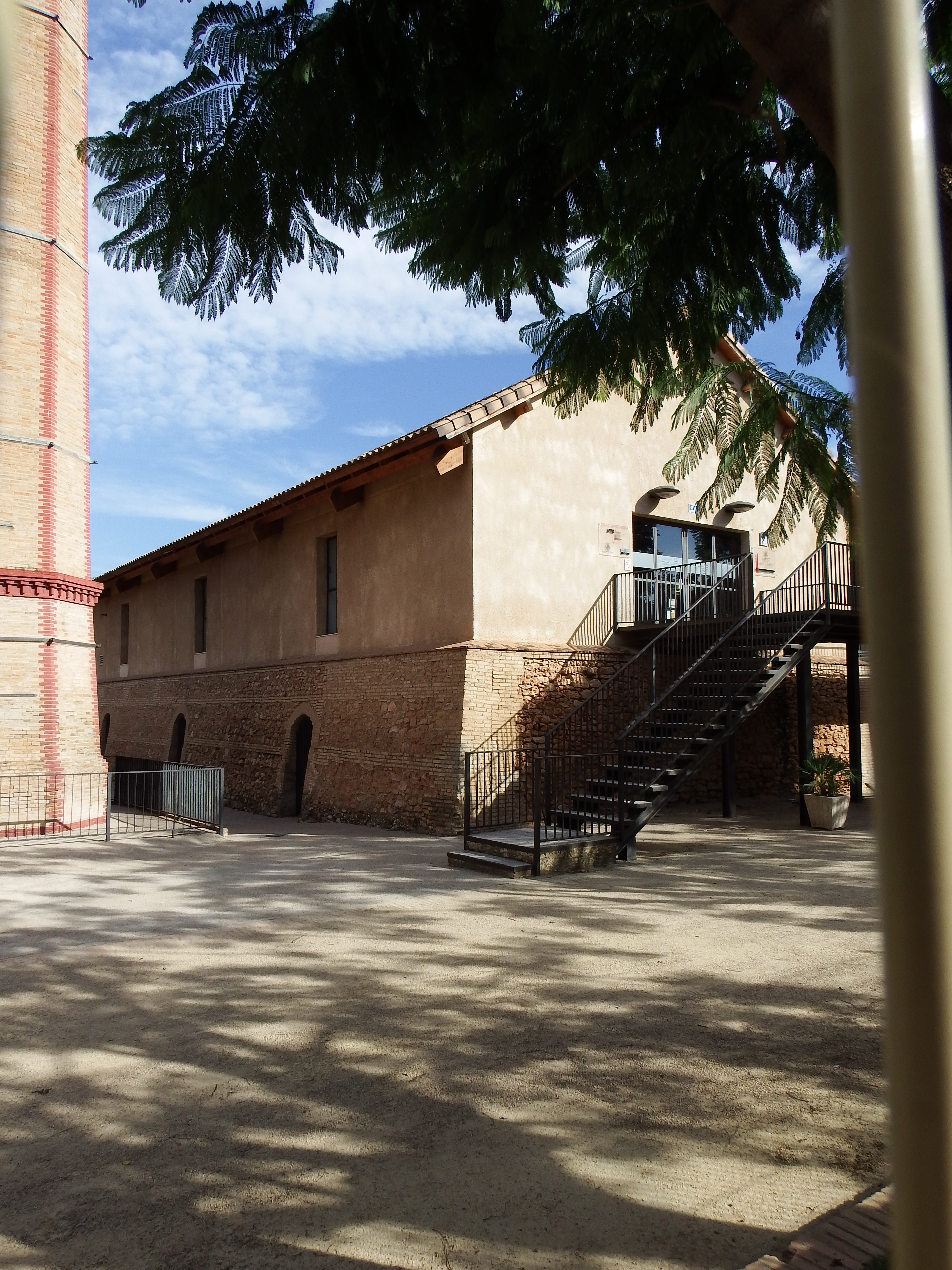
Museu de la Rajoleria de Paiporta.

El Museu de la Rajoleria de Paiporta (MURPA) és una museu etnològic ubicat en una antiga fàbrica de rajoles coneguda com Rajolar de Bauset, que va començar a funcionar com a tal el 1924.

## Història
El Museu de la Rajoleria de Paiporta té els seus orígens en l'antiga fàbrica de rajoles anomenada El Pilar, més coneguda popularment com el Rajolar de Bauset. La dita fàbrica tenia un forn, una gran ximenera, una bassa per a l'aigua, eres i assecadors.
A finals del segle xx, l'Ajuntament de Paiporta va adquirir l'edifici amb objecte de transformar-lo en l'actual Museu de la Rajoleria. En l'actualitat, l'edifici està catalogat com a Bé Immoble d'Etnologia (BIE) per part de la Direcció General del Patrimoni Cultural de la Generalitat Valenciana.
El museu es va inaugurar el 5 d'octubre de l'any 2000, passant l'any següent a formar part del Sistema Valencià de Museus de la Generalitat Valenciana.
Des del seu inici com a museu ofereix una exposició permanent dedicada a la producció de la rajola i la societat que la va impulsar. Com altres museus presenta zones destinades a albergar exposicions temporals, tallers i altres activitats destinades a públic escolar.
El 2017 va entrar a formar part de la Xarxa de Museus Etnològics Locals, coordinada pel Museu Valencià d'Etnologia.
La museografia es va renovar en el 2023 per a tractant d'adaptar-la als nous temps, més tecnològics i digitalitzats, i al perfil dels nous visitants i usuaris, sense perdre de vista les premisses de: sostenibilitat, funcionalitat i adaptació a tot tipus de visitant.
El 29 d'octubre de 2024 la col·lecció i l'edifici del Museu de la Rajoleria de Paiporta es va veure greument afectat a causa dels efectes de la DANA. En l'actualitat es pot visitar l'exposició de forma telemàtica, gràcies al projecte de Museus Virtuals, impulsat per la Mancomunitat de l'Horta Sud en col·laboració de la Diputació de València. Pel que fa a la col·lecció, greument danyada, es troba en procés de restauració en les dependències de l'ETNO Museu Valencià d'Etnologia i la Diputació de València.

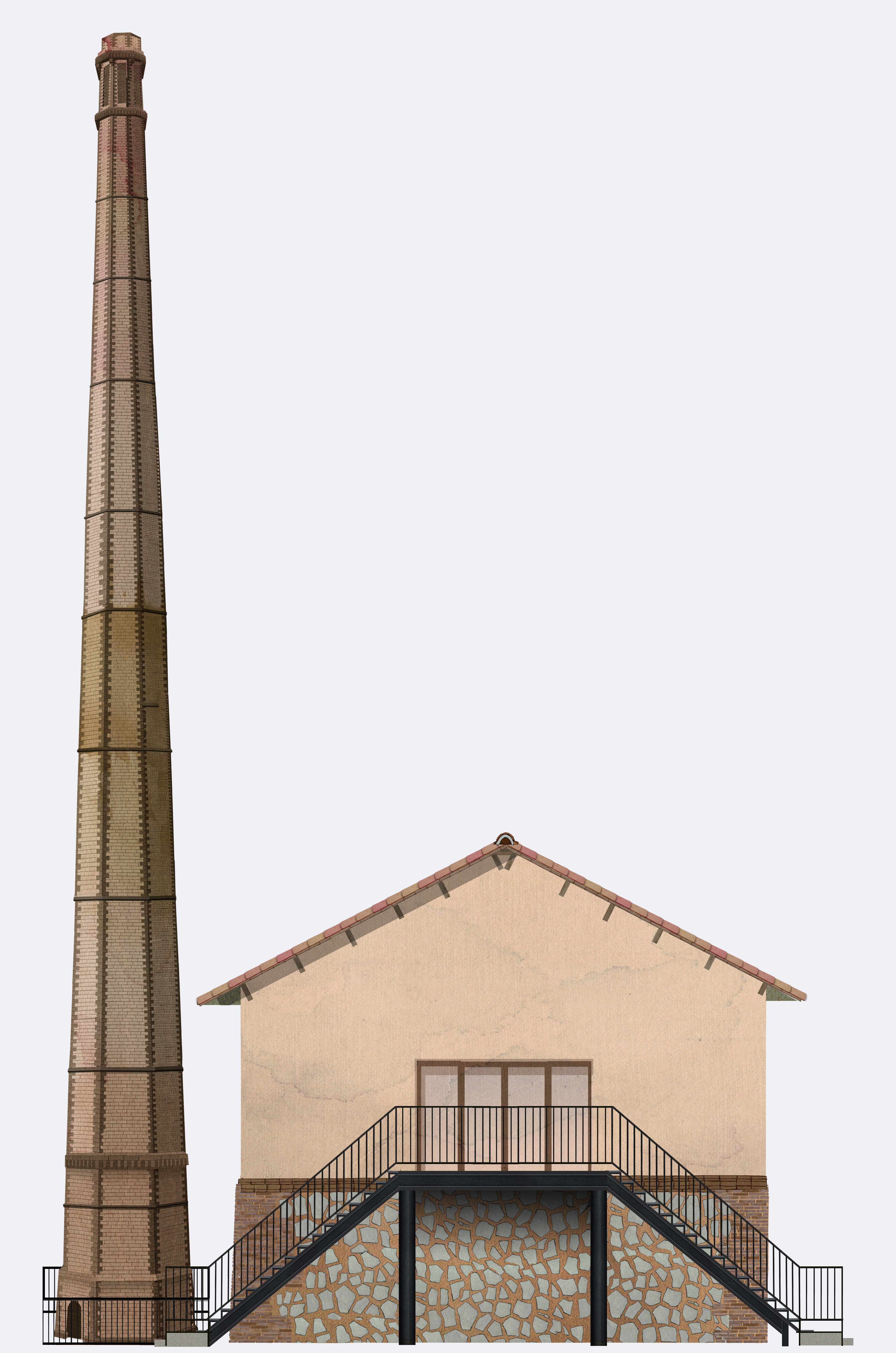
Façana del Museu de la Rajoleria de Paiporta. Autor: Andrés Marín Jarque.

## Descripció
El museu consta de tres espais destinats a diferents àmbits museístics.
- La Sala permanent, ubicada els antics forns Hoffmann i destinada íntegrament al fons del Museu (malgrat que en aquesta mateixa zona hi ha un espai destinat al taller per a activitats en paral·lel a la programació habitual, com el taller “Com ser un maó”).[9] En aquesta exposició permanent s'aprofundeix en la societat (la vida de Paiporta quan es va crear el Rajolar de Bauset, l'economia domèstica, llocs d'oci, jocs i joguets, l'escola i les festes del municipi), l'agricultura de la zona (el secà i el regadiu; les ceberes i els herbassers), el pas cap a la industrialització (la indústria tèxtil, les fàbriques de rajoles i els tallers d'ebenisteria), la creació de la fàbrica des del punt de vista socioeconòmic i els conjunts fabrils on s'estudien els forns, xemeneies, altres construccions, així com el procés de l'elaboració de maons i teules, propis del Rajolar de Bauset.[6][10]
- La Sala temporal, ubicada al primer pis i que acull tant col·leccions i mostres procedents d'altres institucions, artistes, etc, com exposicions temporals de producció pròpia.[9]
- La Sala annexa, situada als jardins del museu, està totalment envidriada, sent un espai que tracta d'evocar els antics assecadors de les rajoles, i amb ús polivalent.[6]